# Saison 2 de Westworld
Chronologie
Saison 1 Saison 3
Cet article présente le guide des épisodes de la deuxième saison, sous-titrée La Porte (The Door) de la série télévisée américaine de science-fiction Westworld.

## Synopsis de la saison
Dans le parc d'attractions futuriste Westworld, les « hôtes » (androïdes) se rebellent contre les invités (humains), conduisant à un véritable massacre. Emmené par Dolores, un groupe d'hôtes cherche à libérer l'ensemble des robots. Du côté des responsables de Delos, la société propriétaire du parc, plusieurs personnes découvrent ou admettent que le parc n'a pas simplement une vocation de loisirs.

## Distribution

### Acteurs récurrents
- Zahn McClarnon (VF : Stéphane Fourreau) : Akecheta (6 épisodes)
- Ben Barnes (VF : Emmanuel Garijo) : Logan Delos (4 épisodes)
- Betty Gabriel : Maling (4 épisodes)
- Leonardo Nam (VF : Fabrice Fara) : Felix Lutz (4 épisodes)
- Martin Sensmeier : Wananton (4 épisodes)
- Ptolemy Slocum (VF : Sylvain Agaësse) : Sylvester (4 épisodes)
- Rebecca Henderson : Goldberg (3 épisodes)
- Peter Mullan (VF : José Luccioni) : James Delos (3 épisodes)
- Tao Okamoto : Hanaryo (3 épisodes)
- Jimmi Simpson (VF : Tanguy Goasdoué) : William (jeune) (3 épisodes)
- Jonathan Tucker : Major Craddock (3 épisodes)
- Irene Bedard : Wichapi (2 épisodes)
- Ronnie Gene Blevins (en) : Engeis (2 épisodes)
- Masayoshi Haneda : Tanaka (2 épisodes)
- Julia Jones : Kohana (2 épisodes)
- Rinko Kikuchi : Akane (2 épisodes)
- Erica Luttrell : Nouvelle mère (2 épisodes)
- Christopher May : Blaine (2 épisodes)
- Timothy V. Murphy (en) : Coughlin (2 épisodes)
- Steven Ogg (VF : Joël Zaffarano) : Rebus (2 épisodes)
- Hiroyuki Sanada : Musashi (2 épisodes)
- Kiki Sukezane : Sakura (2 épisodes)

## Liste des épisodes

### Épisode 1:Voyage dans la nuit
- États-Unis,  Canada : 22 avril 2018 sur HBO / HBO Canada
- France,  Belgique : 23 avril 2018 sur OCS City / Be 1 (en VOSTFr)
- Suisse : 28 mai 2018 sur RTS Un

- États-Unis : 2,06 millions de téléspectateurs[1] (première diffusion)

- Betty Gabriel (Maling)
- Steven Ogg (Rebus)
- Christopher May (Blaine)
- Oliver Bell (en) (Petit garçon / Jeune Ford)
- Ward Roberts (Nouveau Walter)
- Micah Fitzgerald (Hôte mineur d'or)
- Adam Storke (Homme sophistiqué)
- Lisa Roumain (Femme paniquée)
- Sarah Jane MacKay (Femme en robe de bal)
- Brian Yang (Officier de la marine)
- David Midthunder (Takoda)
- Brett Edwards (Chef de l'équipe d'intervention)
- Matthew Wimbush (PMC)
- Brenna Otts (Hôte timide)
- Adam Farabee (Garçon d'écurie)
- Antonio Leon (Ronald)
- René Ashton (Femme)
- Jasmyn Rae (Fille de Maeve)
- Alexander Ward (Hôte drone)

En tuant Robert Ford, Dolores déclenche un massacre parmi les invités humains du parc. Bernard et Charlotte se réfugient dans un bunker secret de Delos dans lequel des hôtes drones récupèrent l'ADN des invités. Charlotte contacte l'extérieur mais Delos refuse de leur venir en aide tant qu'ils n'ont pas la sauvegarde des données du parc téléchargée dans l'hôte Peter Abernathy. Dans les jours qui suivent, les hôtes continuent leur traque des humains avec à leur tête Dolores qui embrasse sa nouvelle personnalité, née de toutes ses expériences passées. Elle confie à Teddy avoir de grands projets pour les hôtes. Maeve retourne au centre de contrôle où elle demande à Hector de l'aider à retrouver sa fille et force Lee Sizemore à la guider dans le parc. William survit au massacre grâce à ses années passées dans le parc et se réjouit qu'il y ait enfin de réels enjeux. Un hôte lui délivre un message posthume de Ford : un nouveau jeu commence rien que pour lui, il doit trouver « la porte ».

### Épisode 2:Réunion
- États-Unis,  Canada : 29 avril 2018 sur HBO / HBO Canada
- France,  Belgique : 30 avril 2018 sur OCS City / Be 1 (en VOSTFR)
- Suisse : 28 mai 2018 sur RTS Un

- Jimmi Simpson (VF : Tanguy Goasdoué) (William (jeune))
- Ben Barnes (VF : Emmanuel Garijo) (Logan Delos)
- Zahn McClarnon (Akecheta)
- Peter Mullan (VF : José Luccioni) (James Delos)
- Jonathan Tucker (Major Craddock)
- Giancarlo Esposito (Nouveau El Lazo)
- Christopher May (Blaine)
- Patrick Cage (Phil)
- Brian Ames (Jacobson)
- Wiley M. Pickett (Donald Pardue)
- Scott Peat (Frère de Pardue)
- Claire Unabia (Juliet)
- Adison LaPenna (Emily jeune)
- Izabella Alvarez (Fille de Lawrence)
- Gaku Space (Homme de main)
- Paul Riley Fox (Jeune homme)

Trente ans avant la révolution, Arnold et Robert organisent une démonstration des capacités des hôtes pour Logan Delos. Bluffé par le réalisme, Logan est prêt à investir mais son père James ne croit pas au potentiel du parc jusqu'à ce que William le convainque en suggérant d'espionner les invités pour mieux les cibler. James accepte de financer le projet et, à sa retraite, nomme William comme successeur. Dolores a eu l'occasion d'assister aux diverses rencontres et trouve au soir de la réception Logan, ivre et sûr que le parc va être la cause de la perte de l’humanité. William lui montre plus tard un emplacement du parc où il cache un projet secret.

### Épisode 3:Virtù e Fortuna
- États-Unis,  Canada : 6 mai 2018 sur HBO / HBO Canada
- France,  Belgique : 7 mai 2018 sur OCS City / Be 1 (en VOSTFR)
- Suisse : 4 juin 2018 sur RTS Un

- États-Unis : 1,63 million de téléspectateurs[3] (première diffusion)

- Jonathan Tucker (Major Craddock)
- Betty Gabriel (Maling)
- Zahn McClarnon (Akecheta)
- Neil Jackson (Nicholas)
- Katja Herbers (Emily Grace)
- Steven Ogg (Rebus)
- Fredric Lehne (Colonel Brigham)
- Leonardo Nam (VF : Fabrice Fara) (Felix Lutz)
- Ptolemy Slocum (VF : Sylvain Agaësse) (Sylvester)
- Martin Sensmeier (Wananton)
- Brian Ames (Jacobson)
- Greg Audino (Benson)
- Alvin Cowan (Confederado costaud)
- Hunter Doohan (Confederado éclaireur)
- Blaine Gray (Capitaine QA)
- Seril James (Ambassadeur)
- Sean Mann (Ganju)
- Ward Roberts (Nouveau Walter)
- Pooja Shah (Belle femme)
- Austin Priester (Arroyo)
- Charles Remley (Sergent Confederado)
- Ashley Haden (Laura)

Charlotte et Bernard retrouvent l'hôte Peter Abernathy, coincé dans une prise d'otages. Ils parviennent à désamorcer la situation en reprogrammant le leader mais se retrouvent séparés à l'arrivée des Confederados ; Bernard reste dans le parc alors que Charlotte parvient à rejoindre les bâtiments et tombe sur une équipe de Delos.
Dolores négocie le soutien des Confederados en offrant au Major Craddock des armes de l'extérieur du parc. Peter et Bernard sont amenés comme prisonniers mais Dolores voit les dysfonctionnements de Peter et demande à Bernard de le réparer ; il découvre que son disque dur est rempli de données cryptées qui perturbent sa personnalité, mais également qu'il est traqué. Pendant ce temps, Dolores organise la bataille à venir avec les forces armées de Delos, jusqu'à ce qu'elle voit Charlotte utiliser l’affrontement comme diversion afin de récupérer Peter. Pour s'assurer la victoire, Dolores sacrifie une grande partie des Confederados, ce qui lui vaut l'animosité des derniers chefs de l’armée et les doutes de Teddy qui décide d'épargner les Confederados rebelles. Bernard, qui recommence à dysfonctionner, est capturé par Clementine.
Maeve, Hector et Lee avancent dans le parc et sont surpris par des hôtes de la Ghost Nation, des Amérindiens violents. En se réfugiant dans un bâtiment, ils retrouvent Armistice, Felix et Sylvester, avec qui ils partent dans un autre secteur du parc. Lee découvre trop tard que des hôtes samouraïs de la partie Japon médiéval sont présents.

### Épisode 4:L'Énigme du Sphinx
- États-Unis,  Canada : 13 mai 2018 sur HBO / HBO Canada
- France,  Belgique : 14 mai 2018 sur OCS City / Be 1 (en VOSTFR)
- Suisse : 4 juin 2018 sur RTS Un

- États-Unis : 1,59 million de téléspectateurs[4] (première diffusion)

- Peter Mullan (VF : José Luccioni) (James Delos)
- Jimmi Simpson (VF : Tanguy Goasdoué) (William (jeune))
- Jonathan Tucker (Major Craddock)
- Zahn McClarnon (Akecheta)
- Tantoo Cardinal (Ehawee)
- Currie Graham (Craig)
- Lena Georgas (Lori)
- Price Carson (Barman à la frontière)
- Izabella Alvarez (Fille de Lawrence)
- Olga Aguilar (Femme de Lawrence)
- Adel Telesia (Assistant)
- Andy Taylor Kim (Nouvel assistant)
- Alexander Ward (Hôte drone)
- Mark R. Miscione (Technicien en chef)
- Dieterich Gray (Baron du rail)
- Kelvin Han Yee (Contremaitre)

Clementine amène Bernard devant une grotte isolée de Westworld, où il découvre Elsie, en vie et détenue depuis qu'il l'a capturée sur commande de Ford. Elsie comprend que Bernard est un hôte et voit que le choc à la tête perturbe sa mémoire, l'hôte confondant passé et présent. En explorant un bunker dont l’entrée secrète est au fond de la grotte, ils trouvent un laboratoire secret de Delos avec de nombreux corps et un hôte à l'effigie de James Delos. En effet, William a depuis le début investi dans le développement d'un hôte devant recevoir la conscience de James Delos après sa mort, mais malgré les essais et le temps, il est toujours venu un moment où le cerveau de l’hôte rejette le fait qu'il n'est pas un véritable humain. Abandonné par William, l'hôte a perdu la raison, et Elsie le détruit. Bernard se souvient alors que le laboratoire a fabriqué un cerveau pour un deuxième hôte-humain dont il ne se rappelle pas l'identité, mais cache le fait qu'il l'a dérobé et qu'il est responsable du massacre.

### Épisode 5:Akane No Mai
- États-Unis,  Canada : 20 mai 2018 sur HBO / HBO Canada
- France,  Belgique : 21 mai 2018 sur OCS City / Be 1 (en VOSTFR)
- Suisse : 11 juin 2018 sur RTS Un

- États-Unis : 1,55 million de téléspectateurs[5] (première diffusion)

- Rinko Kikuchi (Akane)
- Betty Gabriel (Maling)
- Hiroyuki Sanada (Musashi)
- Tao Okamoto (Hanaryo)
- Kiki Sukezane (Sakura)
- Masayoshi Haneda (Tanaka)
- Masaru Shinozuka (Shogun)
- Leonardo Nam (VF : Fabrice Fara) (Felix Lutz)
- Ptolemy Slocum (VF : Sylvain Agaësse) (Sylvester)
- Lili Simmons (Nouvelle Clémentine)
- Rebecca Henderson (Goldberg)
- Greg Audino (Benson)
- Taishi Mizuno (Koda)
- James Taku Leung (Diplomate)
- Jasmyn Rae (Fille de Maeve)
- Patrick Cage II (Phil)
- Shin Shimizu (Doshin)
- Sonny Saito (Émissaire)
- Ike Kawaguchi (Guarde sévère)
- Avery Wada (Daimyo)
- Mark Anthony Vasquez (Militaire privé au talkie-walkie)

Dans la partie Westworld du parc, Dolores passe du temps avec Teddy alors qu'ils se préparent à quitter le site par le train. Elle évoque leur fausse romance, leur passé dans le parc et leurs rencontres, et Teddy lui propose de fuir le combat pour vivre une vie ensemble. En voyant que la personnalité de l’hôte est bonne, elle considère que sa bonté sera une faiblesse dans la guerre à venir et le fait reprogrammer contre sa volonté.

### Épisode 6:Le Cœur de Sakura
- États-Unis,  Canada : 27 mai 2018 sur HBO / HBO Canada
- France,  Belgique : 28 mai 2018 sur OCS City / Be 1 (en VOSTFR)
- Suisse : 11 juin 2018 sur RTS Un

- États-Unis : 1,11 million de téléspectateurs[6] (première diffusion)

- Rinko Kikuchi (Akane)
- Hiroyuki Sanada (Musashi)
- Leonardo Nam (VF : Fabrice Fara) (Felix Lutz)
- Ptolemy Slocum (VF : Sylvain Agaësse) (Sylvester)
- Zahn McClarnon (Akecheta)
- Tao Okamoto (Hanaryo)
- Kiki Sukezane (Sakura)
- Masayoshi Haneda (Tanaka)
- Timothy V. Murphy (en) (Coughlin)
- Ronnie Gene Blevins (en) (Engeis)
- Erica Luttrell (Nouvelle mère)
- Rebecca Henderson (Goldberg)
- Patrick Cage II (Phil)
- Aaron Fili (Roland)
- Jasmyn Rae (Fille de Maeve)
- Greg Audino (Benson)
- Bilal Mir (Contrôleur)
- Alexander Ward (Hôte drone)
- Max Bojorquez (Cousin de Lawrence)

Maeve et son groupe aident Akane à compléter sa quête : ils massacrent l'armée du shogun puis son lieutenant avant de suivre la geisha jusqu'à un temple où elle se recueillera pour Sakura aux côtés de Musashi. De là, Lee trouve des tunnels permettant de quitter cette partie du parc. Dans Westworld, Lee ramène Maeve aux collines où elle vivait mais elle découvre qu'elle a été remplacée par une autre hôte auprès de sa fille. Les hôtes indiens attaquent et Akechata, leur chef, demande à Maeve de les suivre. Lee se décide à appeler les secours.
William doute un temps que la femme qui l’a rejointe est sa fille et croit en une ruse de Ford. Celle-ci lui prouve son identité et pourquoi elle est venue le rejoindre : elle veut le libérer de sa fascination pour le parc et refuse de le laisser mourir à l'intérieur. Il accepte de la suivre mais dans la nuit, il l’abandonne derrière lui.

### Épisode 8:Kiksuya
- États-Unis,  Canada : 10 juin 2018 sur HBO / HBO Canada
- France,  Belgique : 11 juin 2018 sur OCS City / Be 1 (en VOSTFR)
- Suisse : 18 juin 2018 sur RTS Un

- États-Unis : 1,44 million de téléspectateurs[8] (première diffusion)

- Zahn McClarnon (Akecheta)
- Ben Barnes (VF : Emmanuel Garijo) (Logan Delos)
- Julia Jones (Kohana)
- Martin Sensmeier (Wananton)
- Irene Bedard (Wichapi)
- Booboo Stewart : Etu (8)
- Jasmyn Rae (Fille de Maeve)
- Sarah Alami (Nouvelle Kohana)
- Aaron Fili (Roland)
- Evan Holtzman (Technicien Narration)
- Summer Spiro (Chef Narration)
- Nikhil Pai (Technicien inquiet)
- Trisha LaFache (Technicien supérieur)
- John D. Hickman (Technicien confus)
- Jordan Hendricks (Combinaison de protection)
- Matthew Grondin (Combinaison de protection)

William, gravement blessé, est trouvé par Akechata qui le ramène au camp de la Ghost Nation. Lee espère que Maeve va être sauvée et analysée pour comprendre sa faculté de contrôle des hôtes.
Akechata essaie de rassurer la fille de Maeve, inquiète de voir William, et décide de lui raconter son histoire. Dans son premier rôle, il vivait une vie paisible parmi la Ghost Nation mais il commença à s'éveiller peu à peu et prendre conscience des étrangetés de son monde et réaliser le sens du symbole du labyrinthe. Il partit explorer le monde, rencontrant Logan Delos alors qu'il délirait dans le désert après avoir été abandonné par William, puis vit les changements de la Vallée profonde, et comprit que son monde était factice. Quand sa compagne Kohana a été remplacée et son rôle réécrit pour en faire un guerrier violent, Akechata a commencé à changer de mission et répandre peu à peu le message derrière le symbole du labyrinthe. Ainsi les raids de la Ghost Nation visaient à réunir des hôtes et le préparer au changement et à la guerre à venir. Emily arrive et récupère William, promettant de le sauver mais pour mieux le faire souffrir.

### Épisode 9:Point de fuite
- États-Unis,  Canada : 17 juin 2018 sur HBO / HBO Canada
- France,  Belgique : 18 juin 2018 sur OCS City / Be 1 (en VOSTFR)
- Suisse : 25 juin 2018 sur RTS Un

- États-Unis : 1,56 million de téléspectateurs[9] (première diffusion)

- Sela Ward (Juliet)
- Jimmi Simpson (VF : Tanguy Goasdoué) (William (jeune))
- Ben Barnes (VF : Emmanuel Garijo) (Logan Delos)
- Martin Sensmeier (Wananton)
- Jack Conley (Monroe)
- David Midthunder (Takoda)
- Aaron Fili (Roland)
- Ryan Mitchell (Intervenant QA)
- Hal Havins (Prospecteur)
- Adison LaPenna (Jeune Emily)

L'épisode commence par un flashback montrant William et sa femme Juliette à une soirée de charité. Abandonnant sa Femme, William rejoint Robert Ford au bar, et une discussion agitée s'engage entre eux. Ford finit par confier à William une carte électronique contenant toutes les données recueillies lors de ses fréquents passages au sein du Parc, qui le décrivent comme paranoïaque et totalement déconnecté de la réalité.
De retour chez eux, William et Juliette ont une grave dispute. Leur fille Emily s'interpose et projette de renvoyer sa mère dans un centre de désintoxication pour sa dépendance à l'alcool. William met sa femme au lit puis rejoint sa fille au salon. William se réveille alors dans Westworld auprès de sa fille Emily, qui l'a amené à un point de ralliement et attend du secours.
Dolores et son équipe croisent les hôtes de la Ghost Nation, qui refusent de les laisser passer. S'ensuit alors une bataille où seuls semblent survivre Dolores et Teddy. Cependant, un Amérindien est toujours en vie et Teddy l'épargne, révélant ainsi qu'il n'a pas complètement été transformé par Dolores.
Bernard suit une dernière instruction de Ford : il s'approche de Maeve, dont le code a été répliqué et transféré à Clementine, pour qu'elle se libère et reprenne sa quête. Après avoir retrouvé Elsie, Bernard lui explique que tous les faits et gestes des visiteurs de Westworld sont enregistrés et stockés dans un endroit appelé la Forge, afin de pouvoir répliquer leur cognition et de créer des hôtes à leur image. Pour empêcher que les hôtes ne mettent la main dessus, ils décident de partir pour arriver là-bas avant eux. Mais quand Ford insiste sur la future trahison d'Elsie, Bernard préfère l'éloigner de lui et partir seul pour la Forge.
Pensant que c'est un hôte créé par Ford, William finit par tuer Emily. Il réalise sa triste bévue en découvrant dans la main de sa fille la fameuse carte électronique. Un nouveau flashback permet de comprendre que sa femme s'était suicidée lorsque William lui a avoué son côté sombre. Bouleversée et perturbée par cette découverte, Juliette récupère la carte que William avait cachée dans un livre, consulte son contenu, la cache dans le coffret musical de sa fille afin qu'elle la trouve un jour, puis rejoint la salle de bain où elle se donne la mort.